# Colheitadeira

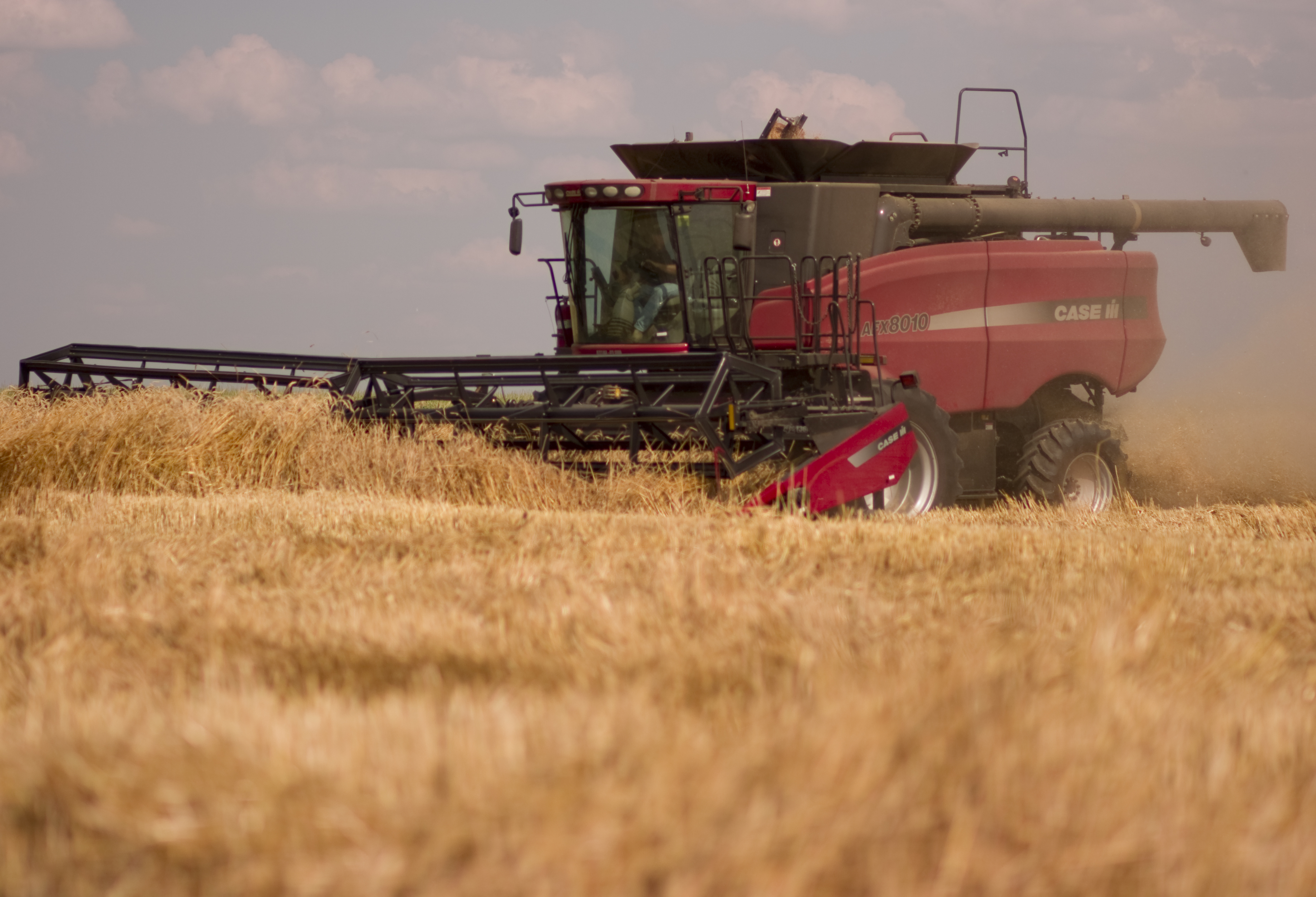
Colheitadeira em um campo de cultivo de trigo.

A colheitadeira, também conhecida como ceifeira debulhadora (nome utilizado em Portugal), colhedeira (sudeste e sul do Brasil), colhedora ou ceifadeira é um equipamento agrícola destinado à colheita de lavouras, tais como de cana-de-açúcar, algodão ou grãos (trigo, arroz, café, soja, milho, etc.).

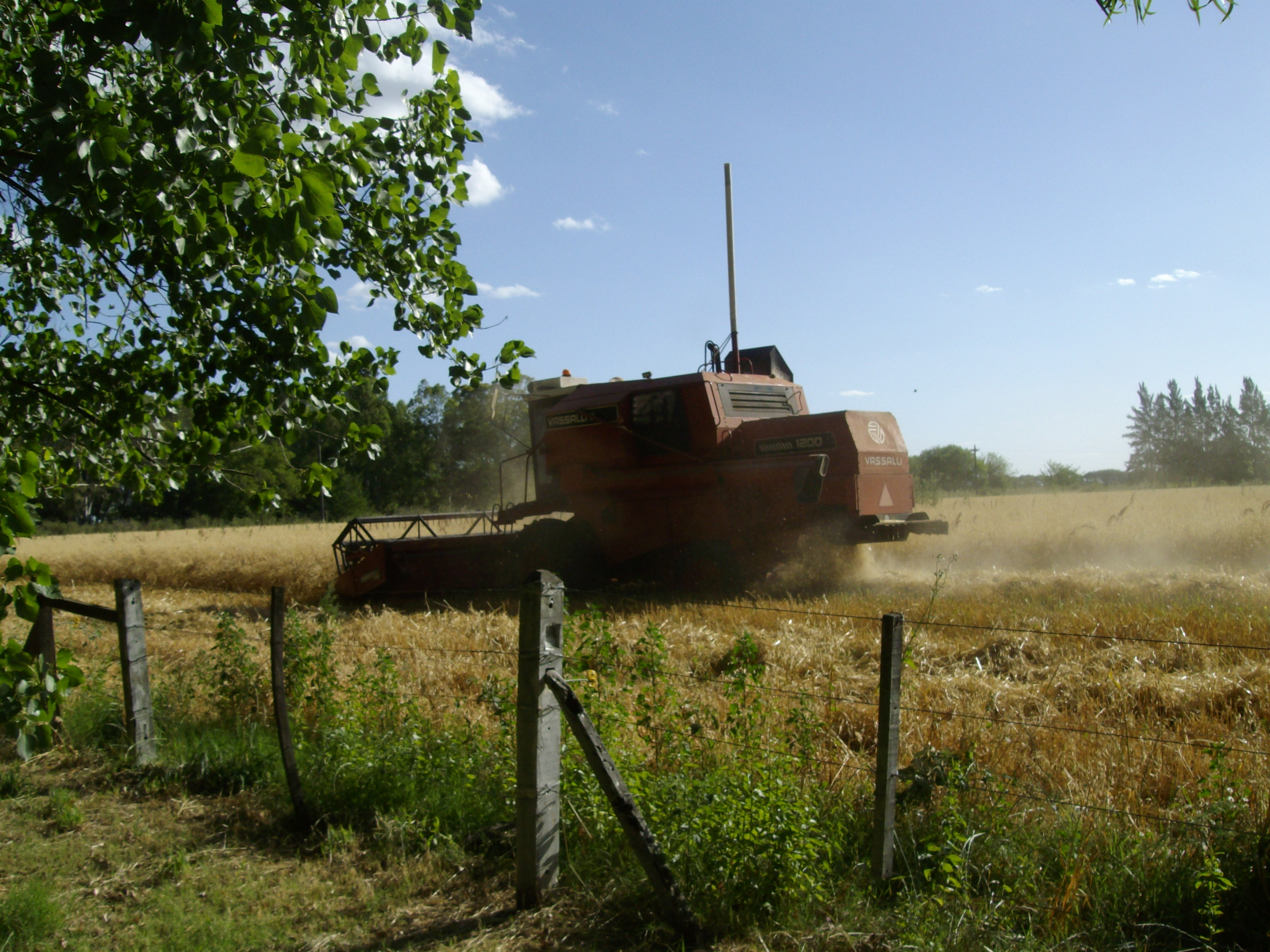
Colheitadeira colhendo soja

As primeiras máquinas destinadas a este tipo de serviço eram chamadas ceifeiras mecânicas, e foram primeiro desenvolvidas para a colheita de milho e trigo. A primeira máquina motorizada do gênero, foi inventada por Obed Hussey (1792 - 1860), um inventor e fabricante de equipamentos mecânicos de uso agrícola estadunidense nascido no Maine. Hussey ficou famoso ao inventar o ceifeiro, a primeira máquina colheitadeira primária de sucesso, e que funcionava à tração animal, e que atingiu grande êxito comercial depois de ser patenteada em 1833, nos estados de Illinois, Maryland, Nova Iorque e Pensilvânia.
A modernização das lavouras, com grandes plantios comerciais em grandes áreas e com a escassez de mão de obra no meio rural estadunidense, contribuíram para que a colheita feita manualmente fosse substituída por máquinas de tração animal que logo passaram a ser motorizadas por motores a vapor e posteriormente por motores de combustão interna. Além disso, com o uso de colheitadeira houve melhoria na qualidade do produto colhido, a colheita é feita com maior rapidez, eficácia e menor teor de impurezas.

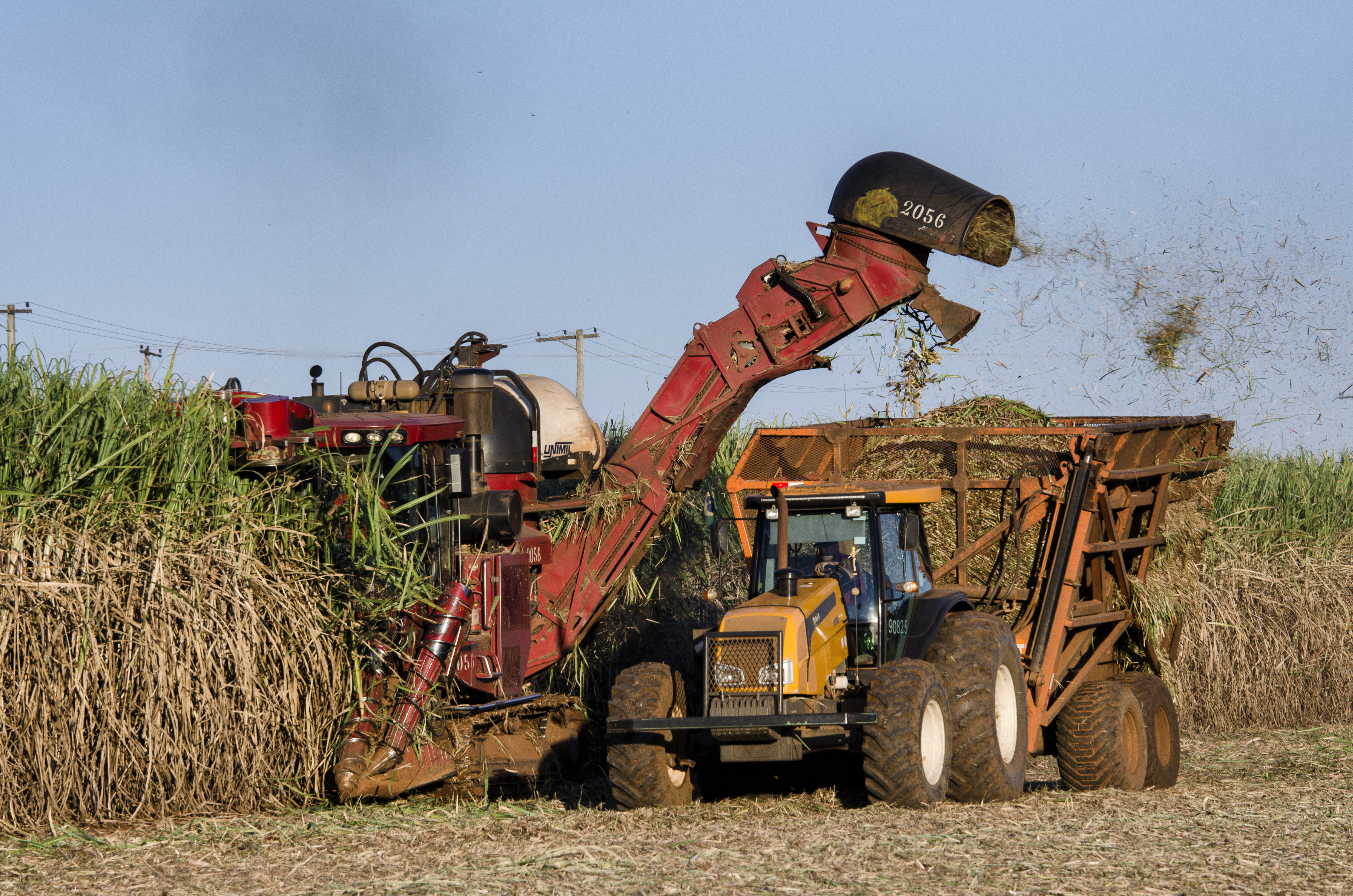
Colheitadeira de cana-de-açúcar.

Com o passar do tempo foram inventadas máquinas destinadas a uma gama cada vez maior de gêneros agrícolas, como por exemplo a máquina colhedora de café, inventada no Brasil em 1979 por um japonês, Shunji Nishimura, em Pompeia, no estado de São Paulo.